# Ancara punctiplaga
Ancara punctiplaga là một loài bướm đêm trong họ Noctuidae.